# Cuencas Mineras (Teruel)
Las Cuencas Mineras es una comarca aragonesa situada en el norte de la provincia de Teruel (España). Tiene capitalidad compartida: su capital administrativa es Utrillas y la histórico-cultural es Montalbán.

## Municipios
La comarca engloba a los municipios de Alcaine, Aliaga, Anadón, Blesa, Cañizar del Olivar, Castel de Cabra, Cortes de Aragón, Cuevas de Almudén, Escucha, Fuenferrada, Hinojosa de Jarque, La Hoz de la Vieja, Huesa del Común, Jarque de la Val, Josa, Maicas, Martín del Río, Mezquita de Jarque, Montalbán, Muniesa, Obón, Palomar de Arroyos, Plou, Salcedillo, Segura de los Baños, Torre de las Arcas, Utrillas, Villanueva del Rebollar de la Sierra, Vivel del Río Martín y La Zoma.

## Política
| Cargo      | Nombre                           | Ayuntamiento                                    | Partido Político |  |
| ---------- | -------------------------------- | ----------------------------------------------- | ---------------- |  |
| Presidente | José María Merino Abad           | Concejal de Utrillas                            | PSOE             |  |
| Secretario | Cesáreo Usón Fernández           | -                                               | -                |  |
| Vocal      | Manuel Javier Navarro Gascón     | Alcalde de Montalbán                            | PSOE             |  |
| Vocal      | Sergio Uche Gil                  | Alcalde de Aliaga                               | PAR              |  |
| Vocal      | Antonio López Mateo              | Concejal de Montalbán                           | CCA              |  |
| Vocal      | Antonio Pablo Iranzo Yus         | Concejal de Muniesa                             | PP               |  |
| Vocal      | Francisco Javier Altaba Cabañero | Alcalde de Martín del Río                       | PSOE             |  |
| Vocal      | Francisco Javier Ascoz Julián    | Alcalde de Villanueva del Rebollar de la Sierra | CCA              |  |
| Vocal      | Herminio Rufino Sancho Iñiguez   | Alcalde de Mezquita de Jarque                   | PSOE             |  |
| Vocal      | Javier Carbo Cabañero            | Alcalde de Escucha                              | CHA              |  |
| Vocal      | Joaquín Francisco Moreno Latorre | Concejal de Utrillas                            | CCA              |  |
| Vocal      | José Antonio Juan Lahoz          | Concejal de Muniesa                             | PAR              |  |
| Vocal      | José Francisco Vilar Miralles    | Alcalde de Utrillas                             | PSOE             |  |
| Vocal      | José Julio García Mendoza        | Concejal de Escucha                             | PSOE             |  |
| Vocal      | Juan Miguel Pérez Lafuente       | Concejal de Utrillas                            | PP               |  |
| Vocal      | Miguel Royo Gracia               | Alcalde de Cortes de Aragón                     | PSOE             |  |
| Vocal      | Roberto Beltrán Juárez           | Concejal de Palomar de Arroyos                  | PAR              |  |
| Vocal      | Valentín Salvador Pantaleón      | Concejal de Escucha                             | PP               |  |
| Vocal      | Ernestina Juárez Palomar         | Alcaldesa de Palomar de Arroyos                 | PSOE             |  |
| Vocal      | María Ángeles Colera Herranz     | Alcaldesa de Blesa                              | CCA              |  |

| Elecciones 2011 |       |         |         |            |
| Partido         | Votos | % Votos | Electos | Consejeros |
| PSOE            | 2.127 | 37,45%  | 53      | 8          |
| CCA             | 1.164 | 20,49%  | 25      | 4          |
| PP              | 959   | 16,88%  | 20      | 3          |
| PAR             | 741   | 13,05%  | 16      | 3          |
| CHA             | 485   | 8,54%   | 7       | 1          |
| IUA             | 201   | 3,54%   | 1       | 0          |
| FIA             | 3     | 0,05%   | 0       | 0          |
| Total           | 5.680 | 100%    | 122     | 19         |

## Geografía
Las Cuencas Mineras se sitúan en el área central-norte de la provincia turolense. Limita al norte con el Campo de Belchite, al oeste con Jiloca, al sur con el Maestrazgo y la Comunidad de Teruel y al este con el Bajo Martín y Andorra-Sierra de Arcos. Tres ríos riegan el territorio: Aguasvivas, Martín y Guadalope, todos ellos afluentes del Ebro.

## Clima
La comarca posee un clima mediterráneo continentalizado característico del Bajo Aragón y de las serranías ibéricas.
De esta manera, la zona presenta una temperatura media anual de 12°C, siendo los inviernos bastantes rigurosos —entre 5 °C y 1 °C— y los veranos bastantes secos. Las precipitaciones, escasas, se concentran durante la primavera y el otoño.

## Historia

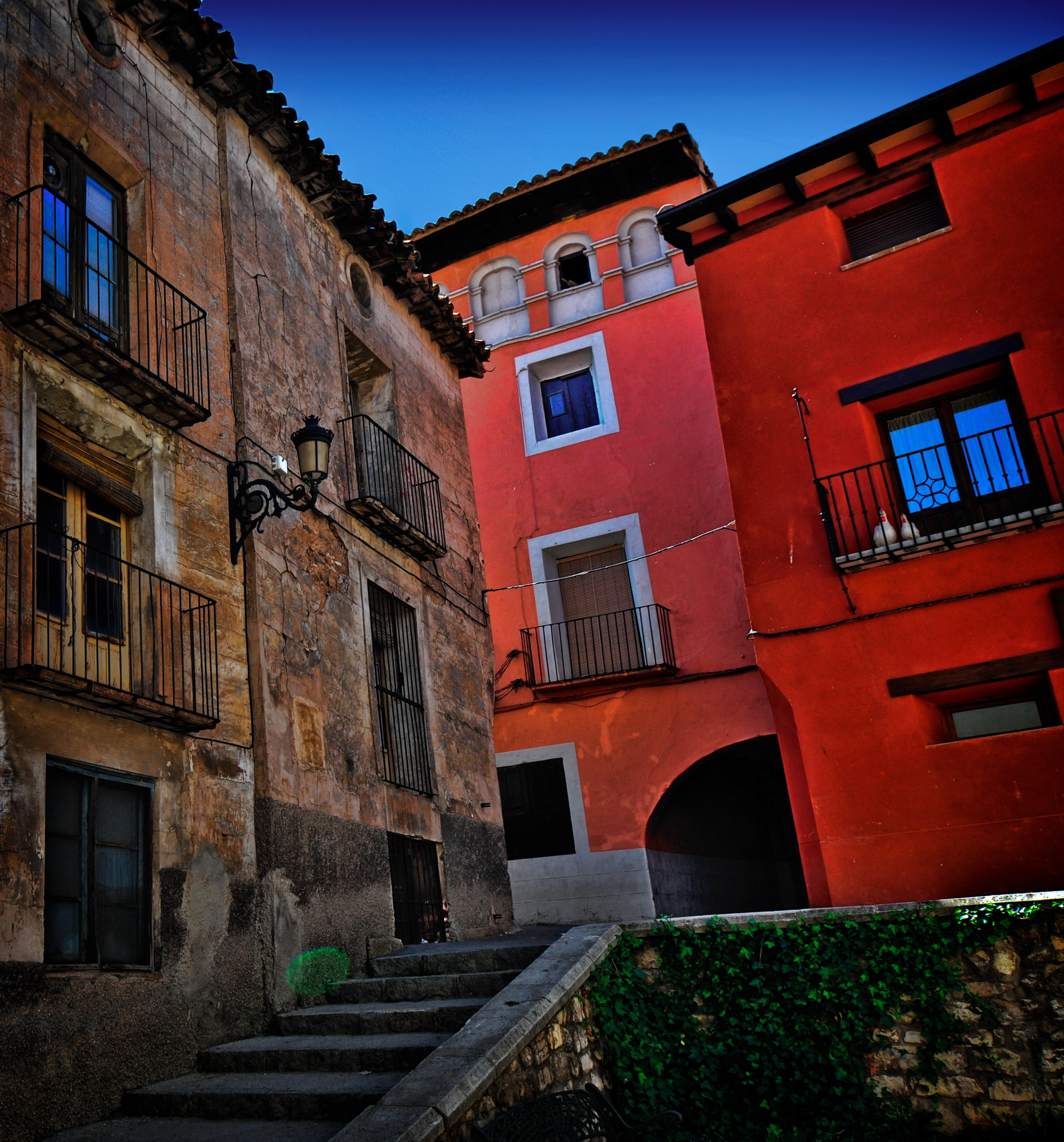
Calles de la histórica villa de Montalbán.

Las manifestaciones prehistóricas más notables son las pinturas rupestres que se concentran en el tramo del río Martín entre las localidades de Alcaine y Obón, declarados Patrimonio de la Humanidad en 1998.
De la época ibérica sobresale el yacimiento de La Muela de Hinojosa de Jarque, a veces identificado con la ubicación de la antigua ciudad de Damaniu (citada por Plinio el Viejo y Claudio Ptolomeo), que llegó a acuñar moneda.
De tiempos medievales, la toponimia desvela el paso por estos lares de uno de los personajes más ilustres, el Cid Campeador, quien estableció su campamento fortificado en La Peña del Cid, a mitad de camino entre La Hoz de la Vieja y Montalbán.
Tras la Reconquista, la región fue cedida en gran parte a las órdenes militares, siendo sus castillos de Montalbán y Aliaga baluartes fundamentales. 
Sin embargo, sería en la Edad Contemporánea cuando las Cuencas Mineras adquieren su verdadera identidad, consecuencia de una economía basada en la extracción mineral para la industria. Debido a ello, durante muchos años llegó a funcionar una línea férrea.

### La comarca como institución
La ley de creación de la comarca es la 28/2002 del 17 de diciembre de 2002. Se constituyó el 26 de febrero de 2002. Las competencias le fueron traspasadas el 1 de abril de 2003.

## Economía

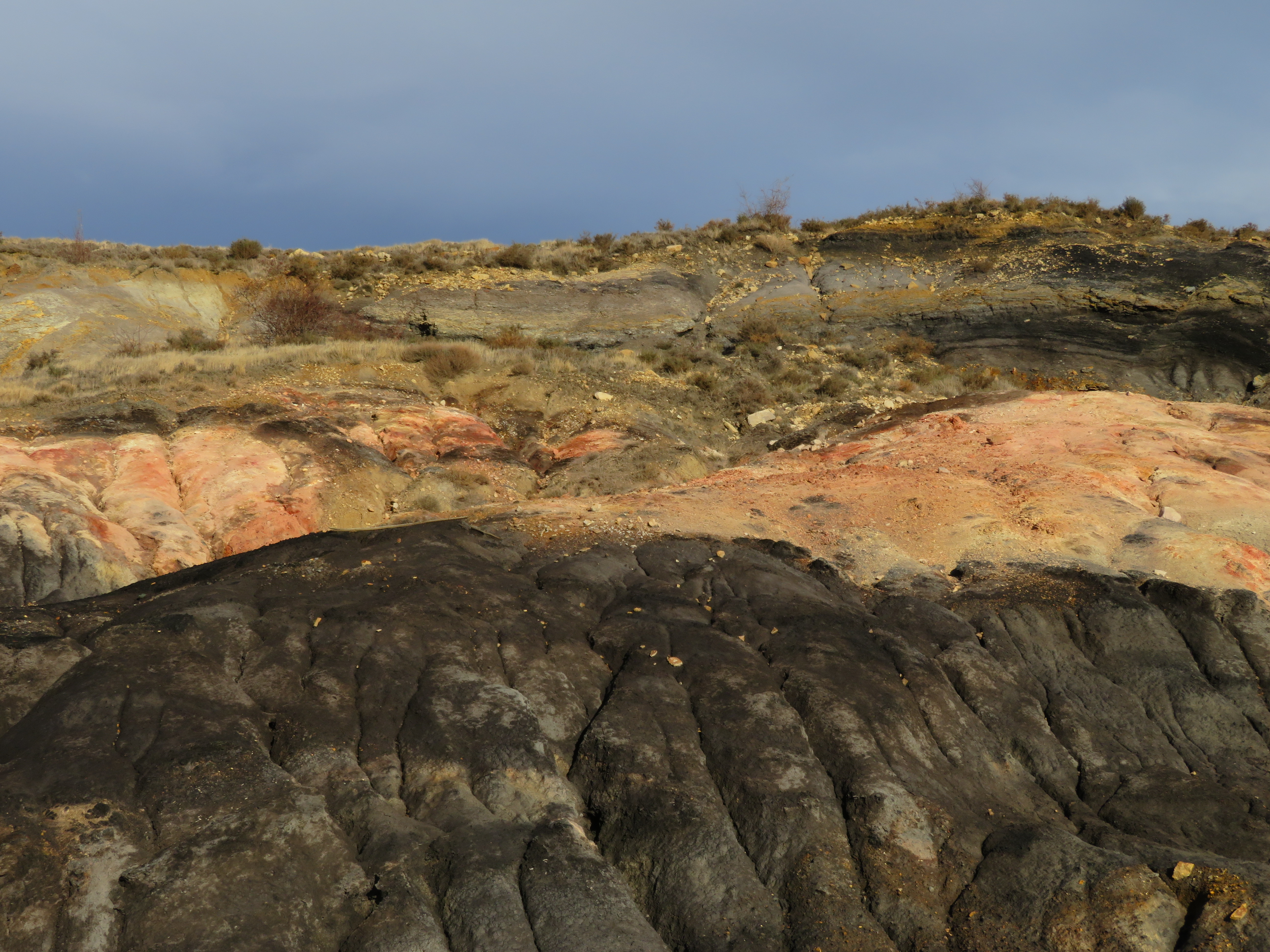
Cuencas Mineras, Teruel.

Como indica su nombre, la comarca es tradicionalmente minera, con minas de carbón (en su variedad conocida como lignito), hierro, yeso, plomo y sal.
Desde que a principios del siglo XX comenzara el desarrollo del sector minero, la actividad económica en torno a la minería ha sido el motor económico.
El cierre de la última mina en 2003 ha forzado una reconversión industrial. La instalación de varias empresas en el polígono industrial Cuencas Mineras en Montalbán (entre ellas Casting Ros, encargada de fabricar piezas de automoción) ha conseguido reactivar la economía comarcal.
En cuanto a la agricultura, las temperaturas extremas y la poca profundidad de los suelos dificultan el desarrollo de este sector, condicionando los distintos cultivos, en su mayoría de secano. Por ello, este territorio nunca se ha caracterizado por su desarrollo agrícola, actividad marginal frente a la minería. En 2004, este sector solamente suponía el 10% del Valor Bruto Comarcal.[cita requerida]

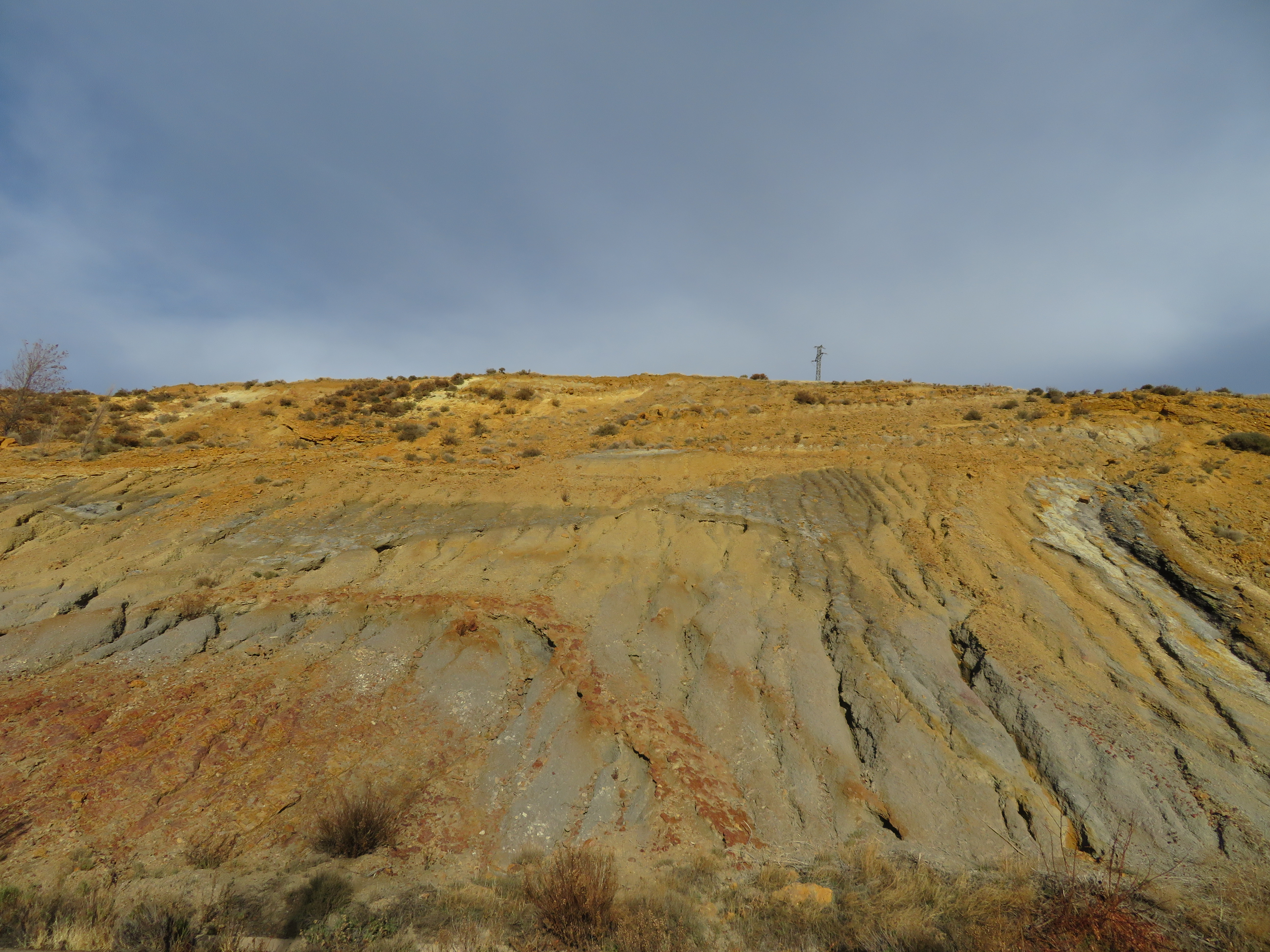
Cuencas Mineras, Teruel.

## Territorio y población
Con una superficie de 1.407,6 km² y una población de 8.067 habitantes (INE 2018), la comarca integra a 30 municipios que incluyen 43 entidades de población. Utrillas, con 2.970 habitantes, es el municipio con mayor población.
La comarca ha sufrido la pérdida de 15.000 habitantes a lo largo de los cien últimos años. La evolución de la población de esta zona está muy relacionada con el sector minero (principal actividad económica) de manera que en la década de 1940, la edad de oro del carbón, acudió gente de distintos puntos de la geografía española para trabajar en la extracción de mineral. Sin embargo, solo diez años más tarde, este sector pasó por una profunda crisis económica de la que no se ha recuperado plenamente y que se ve reflejada en la regresión demográfica sufrida desde entonces.
| Municipio                            | Extensión (km²) | % del total | Habitantes (2019) | % del total | Densidad (hab/km²) | Altitud (metros) | Distancia a/desde Utrillas (km) | Pedanías                                                  |
| ------------------------------------ | --------------- | ----------- | ----------------- | ----------- | ------------------ | ---------------- | ------------------------------- | --------------------------------------------------------- |
| Alcaine                              | 57,38           | 4,08        | 59                | 0,78        | 1,02               | 649              | 33,70                           |                                                           |
| Aliaga                               | 193,08          | 13,72       | 341               | 4,44        | 1,85               | 1.165            | 32,70                           | Aldehuela, Campos, Cirujeda, La Cañadilla, Santa Bárbara. |
| Anadón                               | 24,62           | 1,75        | 28                | 0,22        | 1,09               | 1.112            | 47,60                           |                                                           |
| Blesa                                | 80,39           | 5,71        | 94                | 1,30        | 1,53               | 771              | 36,30                           |                                                           |
| Cañizar del Olivar                   | 22,29           | 1,58        | 100               | 1,18        | 5,02               | 954              | 23,30                           |                                                           |
| Castel de Cabra                      | 29,44           | 2,09        | 96                | 1,59        | 5,13               | 1.088            | 16,40                           |                                                           |
| Cortes de Aragón                     | 24,43           | 1,74        | 61                | 0,96        | 3,72               | 927              | 21,10                           |                                                           |
| Cuevas de Almudén                    | 35,85           | 2,55        | 126               | 1,23        | 3,26               | 1.281            | 18,50                           |                                                           |
| Escucha                              | 41,60           | 2,96        | 852               | 11,30       | 19,84              | 1.073            | 5,00                            | Valdeconejos.                                             |
| Fuenferrada                          | 24,22           | 1,72        | 37                | 0,44        | 1,73               | 1.128            | 19,90                           |                                                           |
| Hinojosa de Jarque                   | 36,47           | 2,59        | 111               | 1,65        | 4,30               | 1.224            | 23,60                           | Cobatillas.                                               |
| La Hoz de la Vieja                   | 44,38           | 3,15        | 83                | 1,01        | 2,16               | 932              | 14,70                           |                                                           |
| Huesa del Común                      | 61,40           | 4,36        | 73                | 1,11        | 1,71               | 869              | 31,10                           | Rudilla.                                                  |
| Jarque de la Val                     | 29,65           | 2,11        | 70                | 1,02        | 3,27               | 1.269            | 21,50                           |                                                           |
| Josa                                 | 28,05           | 1,99        | 30                | 0,37        | 1,25               | 772              | 27,50                           |                                                           |
| Maicas                               | 24,74           | 1,76        | 28                | 0,38        | 1,46               | 955              | 25,80                           |                                                           |
| Martín del Río                       | 54,88           | 3,90        | 401               | 4,92        | 8,51               | 909              | 8,50                            | La Rambla de Martín.                                      |
| Mezquita de Jarque                   | 31,14           | 2,21        | 96                | 1,36        | 4,14               | 1.251            | 18,70                           |                                                           |
| Montalbán                            | 82,00           | 5,83        | 1233              | 15,71       | 15,15              | 907              | 6,40                            | Peñas Royas.                                              |
| Muniesa                              | 130,00          | 9,24        | 583               | 7,63        | 5,58               | 782              | 29,00                           |                                                           |
| Obón                                 | 68,40           | 4,86        | 44                | 0,71        | 0,98               | 685              | 39,50                           |                                                           |
| Palomar de Arroyos                   | 33,62           | 2,39        | 168               | 2,24        | 6,34               | 1.206            | 11,20                           |                                                           |
| Plou                                 | 17,21           | 1,22        | 43                | 0,56        | 3,08               | 900              | 24,30                           |                                                           |
| Salcedillo                           | 16,89           | 1,20        | 14                | 0,13        | 0,71               | 1.195            | 27,30                           |                                                           |
| Segura de los Baños                  | 54,15           | 3,85        | 38                | 0,41        | 0,72               | 1.222            | 21,90                           |                                                           |
| Torre de las Arcas                   | 36,87           | 2,62        | 28                | 0,38        | 0,98               | 945              | 22,20                           |                                                           |
| Utrillas                             | 39,80           | 2,83        | 2978              | 35,24       | 74,62              | 968              | --                              | Barriada Obrera Del Sur, Las Parras del Martín.           |
| Villanueva del Rebollar de la Sierra | 18,99           | 1,35        | 39                | 0,53        | 2,63               | 1.085            | 20,00                           |                                                           |
| Vivel del Río Martín                 | 51,16           | 3,63        | 73                | 0,97        | 1,80               | 970              | 13,50                           | Armillas.                                                 |
| La Zoma                              | 14,50           | 1,03        | 33                | 0,24        | 1,59               | 1.151            | 24,20                           |                                                           |
| Total                                | 1.407,60        |             | 7.960             |             | 5,65               |                  |                                 |                                                           |